# Lonely China Day
Lonely China Day (Chino: 寂寞.夏.日; pinyin: jìmò xià rì), es una banda indie rock de China, formada en Pekín.

## Carrera musical
Conocidos también como la banda marquesina, forman parte de la etiqueta "Tag Team Records". Su estilo musical ha sido comparado con el de Sigur Rós, debido a la utilización de su metodología, como las guitarras monótonas y letras no interpretadas en inglés. El cantante Deng Pei, utiliza en el idioma mandarín, dibujando algunas de sus letras de la antigua poesía china. Deng Pei, era un guitarrista zurdo natural, pero como no fue inicialmente capaz de localizar y adquirir una guitarra para zurdos, llevó a cabo desde el lado opuesto hasta que sufrió una lesión en su dedo meñique, lo que exigió un cambio de nuevo a su lado natural. 
La banda hizo su debut, lanzó un EP bajo el mismo nombre en 2006, siguieron con su álbum debut, titulado "Sorrow", en 2007. Allmusic dio a Sorrow, una reseña muy positiva, como la concesión de posibilidades de nuevos integrantes. Revisor Stewart Mason, señaló que el disco puede parecer inaccesible para los oyentes casuales. 
Ese mismo año, solo Lonely China Day, actuó en el festival "South by Southwest", organizado en San Agustín en Texas. 

## Integrantes
- Deng Pei - vocals, guitar
- Wang Dongtao - guitar
- He Feng - bass guitar
- Luo Hao - drums